# Moniquirá (kommun)
Moniquirá är en kommun i Colombia.   Den ligger i departementet Boyacá, i den centrala delen av landet, 150 km norr om huvudstaden Bogotá. Antalet invånare är 21 852. Arean är 220 kvadratkilometer.
Terrängen i Moniquirá är huvudsakligen kuperad, men åt sydväst är den bergig.